# Paul Heyse
Paul Johann Ludwig von Heyse, född 15 mars 1830 i Berlin, död 2 april 1914 i München, var en tysk författare som belönades med Nobelpriset i litteratur 1910.
Paul Heyse föddes i Berlin i Preussen som son till professor Karl Wilhelm Ludwig Heyse och Julie Saaling. Han utbildade sig i Berlin där han läste klassiska språk och senare i Bonn där han kompletterade med romanska språk. Han doktorerade 1852 på en avhandling om provensalsk poesi. Heyse fick ett stipendium från preussiska kulturministeriet och reste till Rom för fortsatt språkforskning. Han har därefter översatt flera italienska poeter till tyska. Han skrev även noveller och publicerade ett flertal romaner, varav den mest kända är Kinder der Welt (på sv. Verldens barn). I Berlin var han medlem av lyrikföreningen "Tunnel über der Spree", i München var han tillsammans med Emanuel Geibel och andra lyriker medlem i den lyriska föreningen "Krokodil".
Han skrev böcker, lyrik och omkring 60 pjäser. Han tilldelades Nobelpriset i litteratur 1910 såsom hyllningsgärd åt den fulländade och av ideal uppfattning präglade konstnärlighet han ådalagt under en lång och betydande verksamhet såsom lyriker, dramaturg, romanförfattare och diktare av världsberömda noveller.
Han adlades 1910.